# Шахта «Никанор-Нова»
Шахта «Никанор-Нова». Входить до ДП «Луганськвугілля». Розташована у місті Зоринськ, Перевальський район Луганської області.
Стала до ладу у 1998 р. У 2003 р. видобуто 199,5 тис.т. вугілля. Максимальна глибина 535 м (2003). Протяжність підземних виробок 13,8/15,4 км (1998/1999). У 1999 р розроблявся пласт kв
6 потужністю 1,0 м, кут падіння 0-8°.
Шахта надкатегорійна за метаном. Пласт загрозливий за раптовими викидами вугілля і газу,  небезпечний з вибуху вугільного пилу. Кількість очисних вибоїв 1/2, підготовчих 5/7 (1998/1999).
Кількість працюючих: 1620/1678 осіб, в тому числі підземних 796 осіб (1999/2003).
Адреса: 94323, вул. Кірова, 1, м. Зоринськ, Луганської обл.